# Sant Daniel de Tordera
Sant Daniel de Tordera és una obra del municipi de Tordera (Maresme) inclosa en l'Inventari del Patrimoni Arquitectònic de Catalunya.

## Descripció
Es tracta d'un petit edifici de planta rectangular, coberta de teula àrab i amb una porxada formada per cinc pilars de pedra coberta de fusta i rajola. L'estil és molt similar a d'altres de la comarca, de la mateixa època.
El portal dovellat de l'entrada indica que la seva construcció data dels segles XVI-XVII. Presenta una espadanya que sosté la campana.

## Història
Encara que no hi ha dades concretes de la seva fundació, sembla que va ser edificada al segle xvi i prengué el nom per estar bastida en uns terrenys del convent de monges de la Vall de Maria, depenent del Monestir de Sant Daniel de Girona.